# Paul-Gerhardt-Stift
Das Paul-Gerhardt-Stift (Eigenschreibweise Paul Gerhardt Stift zu Berlin) (PGS) diente der Ausbildung von Diakonissen in der Krankenpflege. Es wurde am 7. Juni 1876 durch den evangelischen Pfarrer der St.-Jacobi-Kirche August Disselhoff als private Stiftung zur Pflege von Kranken, Kindern und Alten in christlicher Tradition der Nächstenliebe gegründet. Die Einrichtung belegt in Berlin-Wedding des Bezirks Mitte in der Müllerstraße ein größeres Areal, das schrittweise bebaut wurde. Das Leitmotiv aus der Gründungsurkunde von 1876 lautet: „Das Paul-Gerhardt-Stift begehrt allen zu dienen, soweit Kraft und Vermögen reichen, und keinen auszuschließen, er sei, wer er sei, und heiße, wie er wolle“. Es gilt auch weiterhin. Die Bauten – ein Diakonissenhaus, eine Kapelle, ein Krankenhaus mit Isolierstation und mehrere Wohnhäuser – sind nach kleineren Umbaumaßnahmen erhalten und stehen als Ensemble unter Denkmalschutz.

## Lage und Verkehrsanbindung des Paul Gerhardt Stifts
Die etwa 20.000 m² große Fläche mit der Stiftsanlage umfasst einen Teil der Müllerstraße (56 bis 58), Barfusstraße und Edinburgher Straße (Hofseite). Die Hauptzugänge liegen im Wesentlichen auf dem Innenhof und sind daher vor dem direkten Autoverkehr geschützt.
Erreichbar sind die Einrichtungen sowohl mit der U-Bahn-Linie 6 (Station Rehberge) als auch mit dem Linienbus Nr. 120, Haltestelle Türkenstraße. Der Volkspark Rehberge ist in wenigen Gehminuten erreichbar.
Die Stiftanlage ist voll in das Wohnviertel integriert, dessen Bewohner aus verschiedenen sozialen Schichten kommen. Im Gesamt-Berliner Bild gilt der Bereich Müllerstraße seit den 2000er Jahren als Problemkiez, die Bezirksverwaltung und Zusammenschlüsse von Geschäftsleuten unternehmen jedoch größere Anstrengungen, um das Ansehen stetig zu verbessern.

## Geschichte

### Erster und zweiter Bauabschnitt

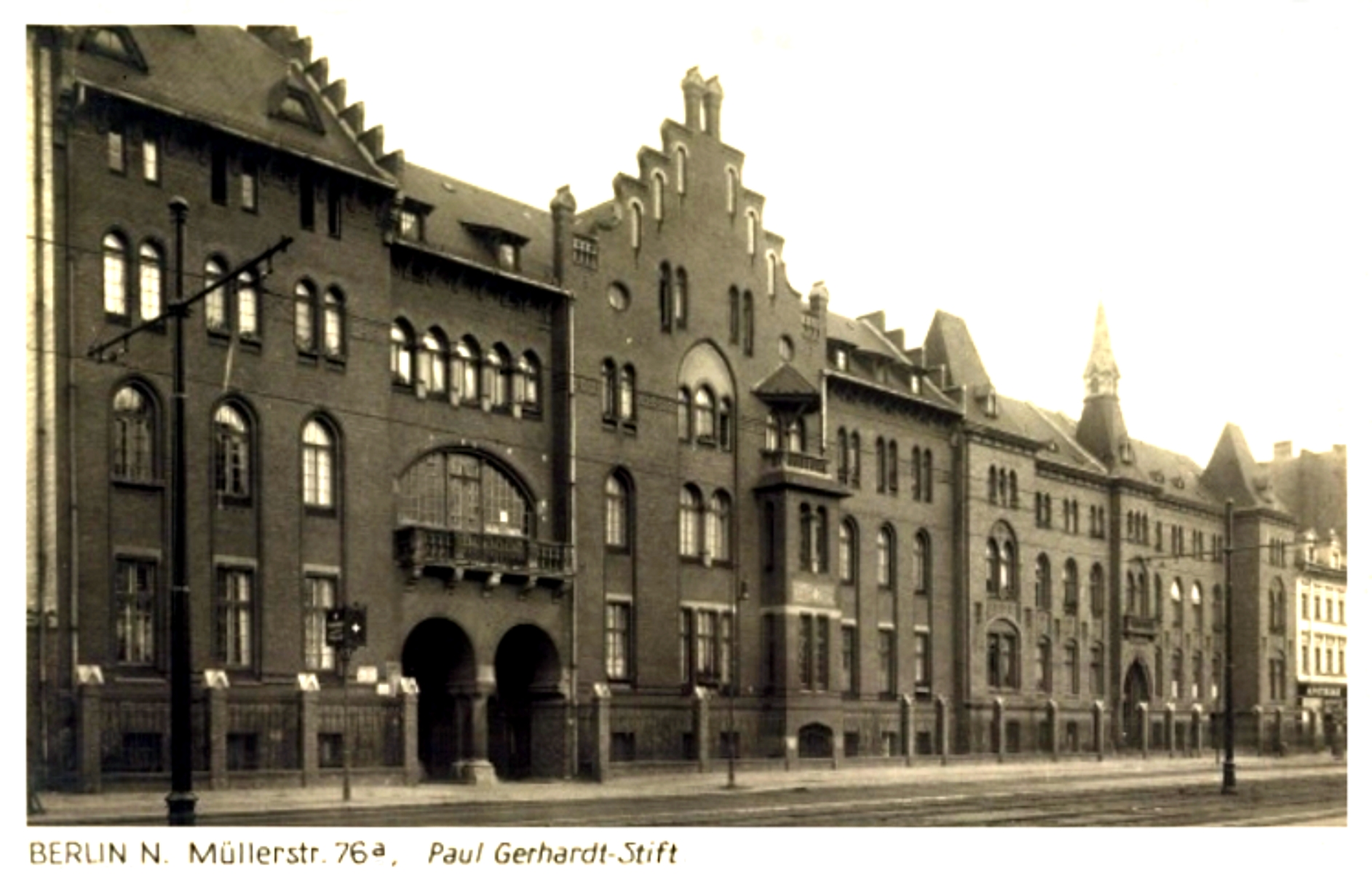
Paul-Gerhardt-Stift in den 1930er Jahren, Ansicht von der Müllerstraße

An der St.-Jacobi-Kirche (Berlin) in der Luisenstädtischen Gemeinde gründete Pfarrer Carl Schlegel  Mitte der 1870er Jahre eine private Stiftung zur Pflege von Kranken, Kindern und Alten und gab ihr den Namen nach dem Kirchenlieddichter Paul Gerhardt. Die Denkmaldatenbank des Berliner Senats nennt als Gründer den Pfarrer August Disselhoff, was als eher unwahrscheinlich anzunehmen ist, da dieser ab den 1850er Jahren im Sauerland und in Westfalen agierte.
Die Gründer konnten im Vorwerk Wedding an der Müllerstraße ein Baugelände erwerben und die Architekten Ernst Schwartzkopff und Heinrich Theising mit der Planung eines größeren Gebäudekomplexes beauftragen.
Das zuerst erbaute Diakonissenmutterhaus („Mutterhaus Kaiserswerther Ordnung“) diente zur Ausbildung von christlichen Krankenschwestern, später auch von Hortnerinnen (Erzieherinnen) und Hauswirtschaftskräften. Die Auszubildenden und die mit einem Berufsabschluss versehenen Schwestern wohnten in diesem Gebäude. Sie arbeiteten mit Krankenhäusern zusammen, betreuten darüber hinaus rund vierzig Kindertagesstätten und unterstützten die dortigen Gemeindeschwestern in der Stadt Berlin bzw. in den umgebenden Dörfern.
Das Backsteingebäude in der Müllerstraße wurde 1888 unter dem Protektorat der Kaiserin Auguste Viktoria eingeweiht. Das Geld für den Ankauf des Baugeländes und die Errichtung der Gebäude kam überwiegend aus privaten Spenden, auf einer Bronzetafel in der Toreinfahrt wird besonders der Unternehmer Hermann Gilka als Förderer hervorgehoben.
Nordwestlich schließt sich ein in einem zweiten Bauabschnitt (1897/1898) entlang der Müllerstraße errichteter und in die Tiefe der Fläche verlegter Trakt an. Im Hochparterre erhielt das verlängerte Haupthaus einen kleinen und einen großen repräsentativen holzgetäfelten Festsaal und in den darüber liegenden Etagen Schlafräume für die Diakonissen sowie Verwaltungsräume. Dieser Gebäudeteil ist in lebhafterer Fassadengliederung gehalten und weist eine großzügige Toreinfahrt auf (in welcher auf einem farbigen Mosaik zu lesen ist: „Erbaut Anno Domini 1897–98“). Hellere und glattere Backsteine kennzeichnen den Neubau. Nach 1905 erfolgte ein zweiter Anbau bis zur Ecke Barfusstraße, der mit heller Majolika verkleidet wurde und jugendstilartige Elemente trägt. In die Erweiterungsbauten zogen neue Abteilungen wie ein Kindergärtnerinnenseminar, eine Hauspflegeschule und andere soziale Bildungsinstitutionen ein.

### Ärzte
- Friedrich von Ilberg (1858–1916), Generalarzt, Internist, 1898–1916 Leibarzt von Kaiser Wilhelm II.
- Otto von Niedner (1869–1946), Oberstabsarzt, Internist, 1916–1920 Leibarzt von Kaiser Wilhelm II.
- Fritz Munk
- Hans Schlange (1856–1922), Chirurg[7][8]
- Gustav de Ruyter (1862–1919), Chirurg
- Oskar Rumpel (1872–1954), Chirurg, Urologe
- Alwin Mackenrodt († 1925), Gynäkologe

### Ausbau und mehrere Erweiterungsbauten
Nach Abschluss dieser Bauetappen erhielt der große Saal eine Bronzestatue zu Ehren von Paul Gerhardt, die der Bildhauer Friedrich Pfannschmidt auf der Grundlage seines Denkmalmodells für die Paul-Gerhardt-Kirche in Lübben formte (1909). Die zur Berliner Secession gehörende Malerin Hedwig Weiß fertigte im Auftrag fünf Ölgemälde (Die sieben Werke der Barmherzigkeit) für den kleinen Saal an, der seit 2013 den Namen dieser Malerin trägt.
Das Paul-Gerhardt-Stift übertrug dem Architekten Otto Rüger in den 1920er Jahren die Aufgabe, nordöstlich an das Gelände anschließend ein Feierabendheim für Damen zu errichten. Das 1928 im Stil der Moderne fertiggestellte Heim wendet seine Fassade zur Edinburgher Straße. Das Feierabendheim wurde 1950/51 nach Plänen des Architekten Hermann Schluckebier umgebaut und genau 50 Jahre später hofseitig um ein Wohnstift ergänzt.
In den 1930er Jahren, während der Zeit des Nationalsozialismus wurden die meisten christlichen Ausbildungsstätten des Stifts geschlossen, aus finanziellen Gründen mussten auch die Hilfsarbeiten verringert werden. Am Ende des Zweiten Weltkriegs erlitt der Gebäudekomplex starke Zerstörungen.

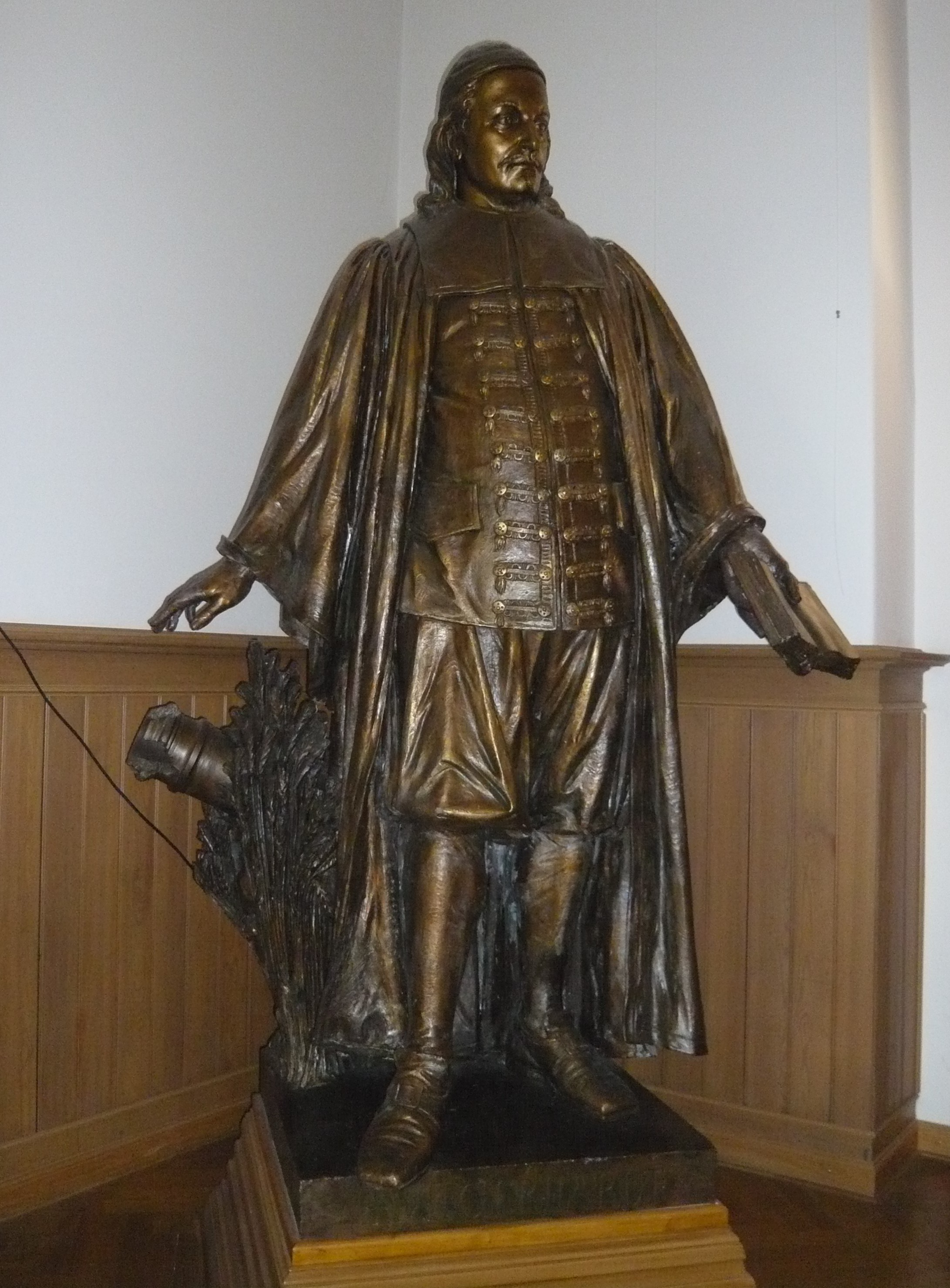
Statue Paul Gerhardts
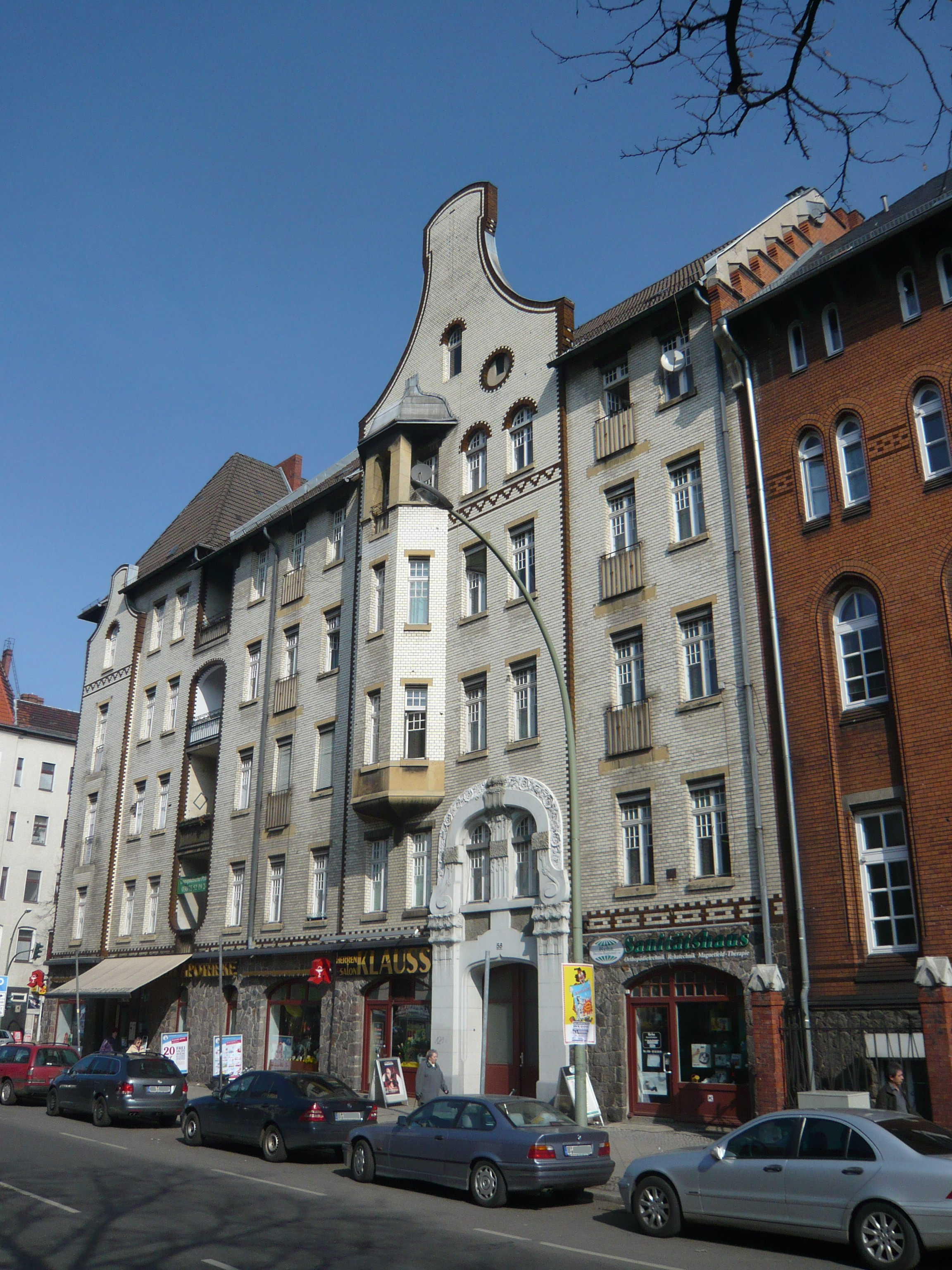
Früheres Feierabendheim

### Entwicklung zwischen Kriegsende und 1990
Nach dem Krieg mangelte es schlicht an allem – außer der geringen Zahl von Diakonissen (1946 werden nur 146 angegeben gegenüber 1928, wo es noch 425 Schwestern waren) – fehlte es an Grundnahrungsmitteln und anderen materiellen Dingen, so dass der Wiederaufbau und die Wiederinbetriebnahme der Einrichtungen nur langsam realisiert werden konnten. Pflegedienstaufgaben wurden in den folgenden Jahren immer mehr von nicht christlichen Krankenschwestern wahrgenommen.
Im Jahr 1989 wurden das Damenheim geschlossen und auch der Krankenhausbetrieb eingestellt.

### Das Stift seit der deutschen Wiedervereinigung
Nach der Deutschen Wiedervereinigung musste das Kinderheim ebenfalls geschlossen werden. Die Betreiber gaben als Gründe an, dass Modernisierungen zu teuer seien und die Nachfrage rückläufig war. Die Gebäude erhielten bald eine neue Nutzung als Heim für Übersiedler aus der DDR und Spätaussiedler aus Polen und der GUS. Von 1995 bis 2004 kümmerten sich Angestellte des Stifts um die Betreuung von traumatisieren Kriegsflüchtlingen aus verschiedenen Krisengebieten (Bosnien, Kurden aus der Türkei und Syrien, Tschetschenien, Iran, Irak und andere).
Seit 1998 besteht zwischen dem PGS und der Propstei Kaliningrad eine Partnerschaft.

## Architektur

### Das Mutterhaus

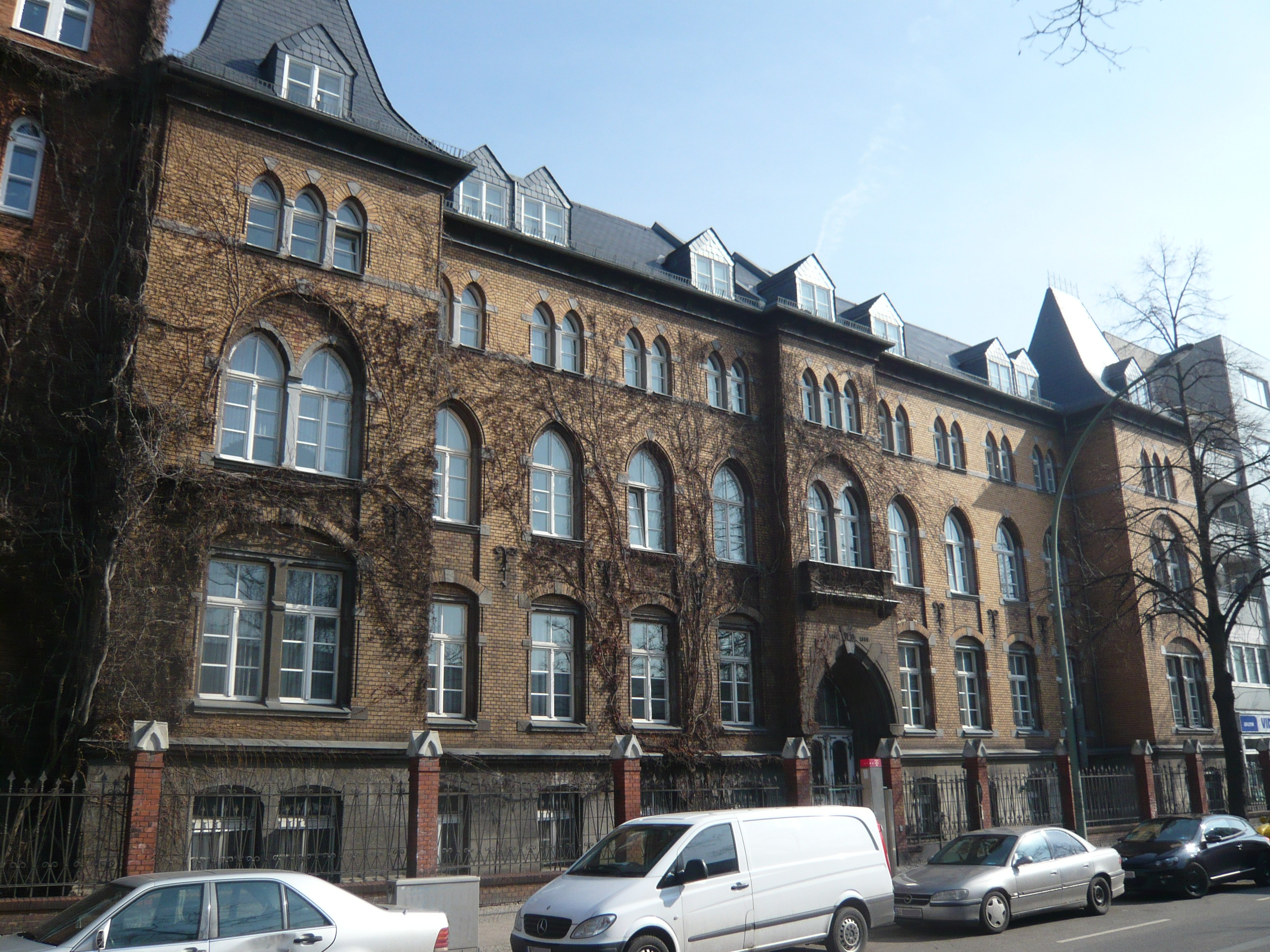
Diakonissenmutterhaus

Das Kuratorium der Stiftung hatte die bereits bekannte Architektensozietät Ernst Schwartzkopff & Heinrich Theising mit Entwürfen beauftragt, die dann auf dem Grundstück in mehreren Bauabschnitten umgesetzt wurden. Die Baumeister wählten einen damals üblichen Baustil in Anlehnung an die märkische Backsteingotik. Das symmetrische Haupthaus mit einem schiefergedeckten Satteldach erstreckt sich parallel zur Müllerstraße und ist etwa 80 Meter lang bei einer Breite von rund 15 Metern.
Durch spätere Anbauten zeigen drei Flügel unterschiedlicher Länge in den Hofbereich. Bis zu den Zerstörungen im Zweiten Weltkrieg befand sich über der südöstlichen spitzbogigen Toreinfahrt ein Spitztürmchen. Ein Staffelgiebel, gruppierte Rundbogenfenster und ein zweistöckiger Standerker gliedern das vieretagige Bauwerk entlang der Straße.
Über der nordwestlichen Doppel-Toreinfahrt ist der große Saal eingerichtet, der einen durchgängigen Erker und ein breites  Glasfenster aufweist.
Das Diakonissen-Mutterhaus stand „unter dem Allerhöchsten Protektorat Ihrer Majestät der Kaiserin und Königin Auguste Viktoria“.

### Stiftskirche

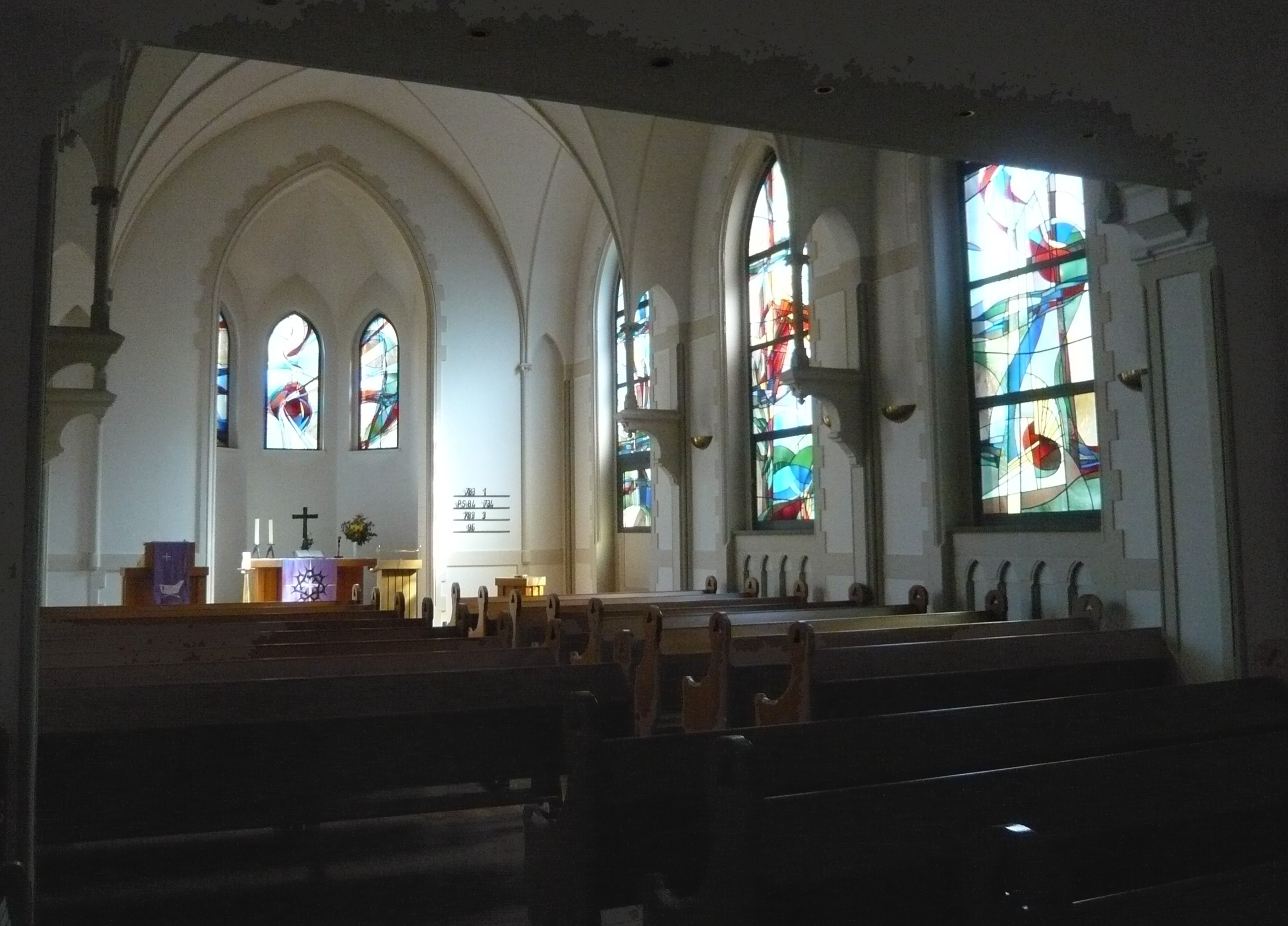
Innenansicht der Kapelle

Auf dem Hof ergänzt eine kleine Kapelle ebenfalls im neogotischen Baustil das Bauensemble. Im Jahr 1991, nach fast 100 Jahren ihres Bestehens erhielt die Kapelle neue farbige Bleiglasfenster an den Seitenwänden und in der Altarapsis. Gestaltet wurden die insgesamt sechs Fenster nach Liedmotiven von Paul Gerhardt (Befiehl du deine Wege, Geh aus, mein Herz, und suche Freud, Ich singe Dir mit Herz und Mund, Wie soll ich dich empfangen, Sollt ich meinem Gott nicht singen?, Ich steh an deiner Krippen hier) und von Erica Feist ausgeführt. Die schlichte Kapelle wird von einer Kreuzkuppel überwölbt; ihr hölzerner Altar steht auf der Estrade der weiß getünchten Altarapsis. Auf der Empore befindet sich eine kleine Orgel.

### Krankenstation und Pflegeheime
Die Backsteingebäude im Hofgelände wurden von den Architekten und Maurermeistern Carl Pullich und Paul Stüwe und wiederum nach Plänen von Schwartzkopff & Theising errichtet. Sie dienten nach ihrer schrittweisen Fertigstellung bis 1905 verschiedenen Abteilungen des Krankenhauses, insbesondere enthielten sie eine Siechenstation, ein Krüppelheim, eine Isolierstation, eine Poliklinik für behinderte Kinder, ein Säuglingsheim. Schließlich kamen noch ein Kesselhaus und eine Leichenhalle auf dem Hof hinzu, der anschließend begrünt wurde. 1908 wurde der ursprünglich zweistöckige Krankenhausflügel durch Heinrich Theising um ein weiteres Stockwerk erhöht (sein Sozius war 1905 verstorben).

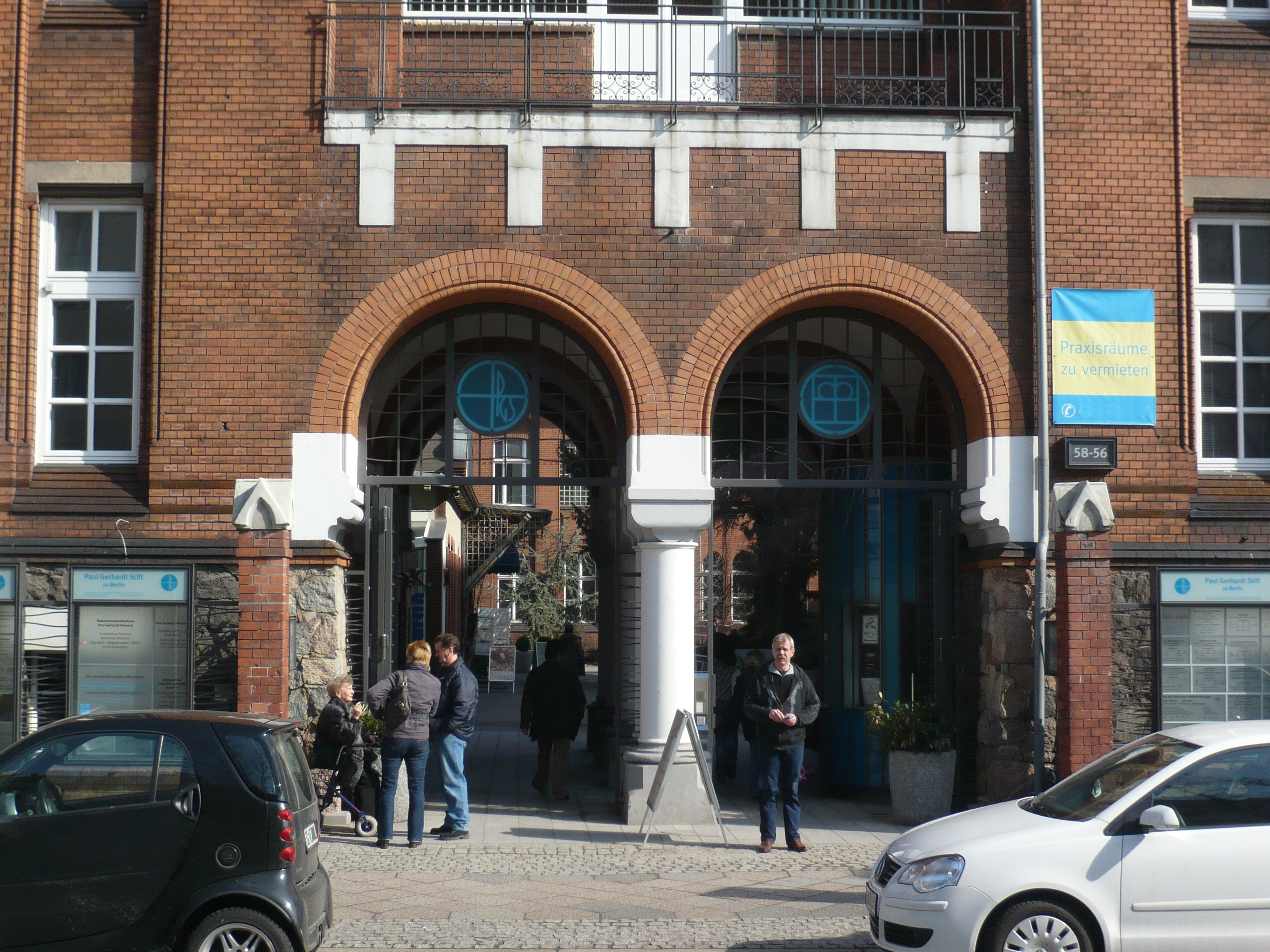
Toreinfahrt im Erweiterungsbau von 1898
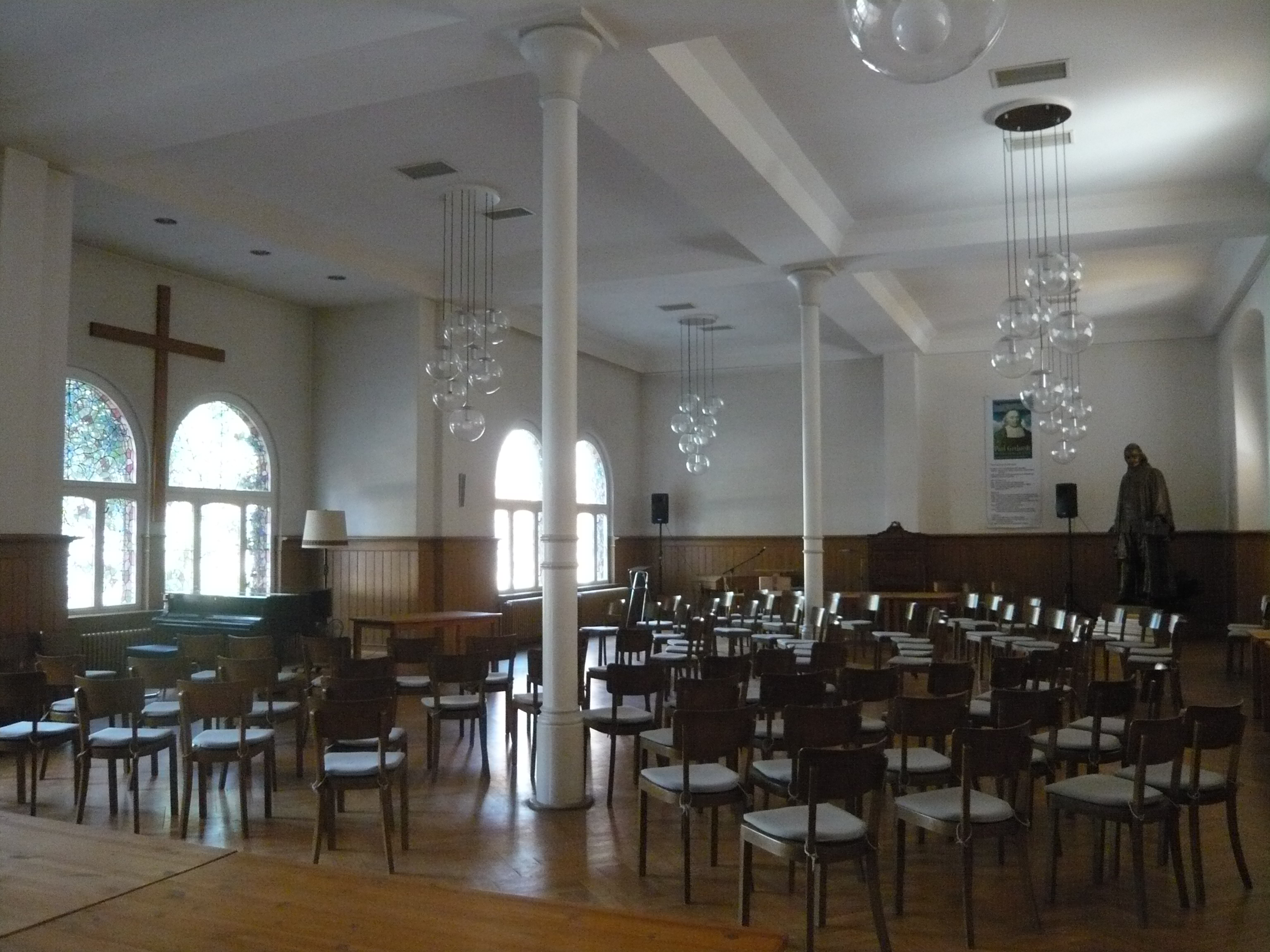
Großer Saal
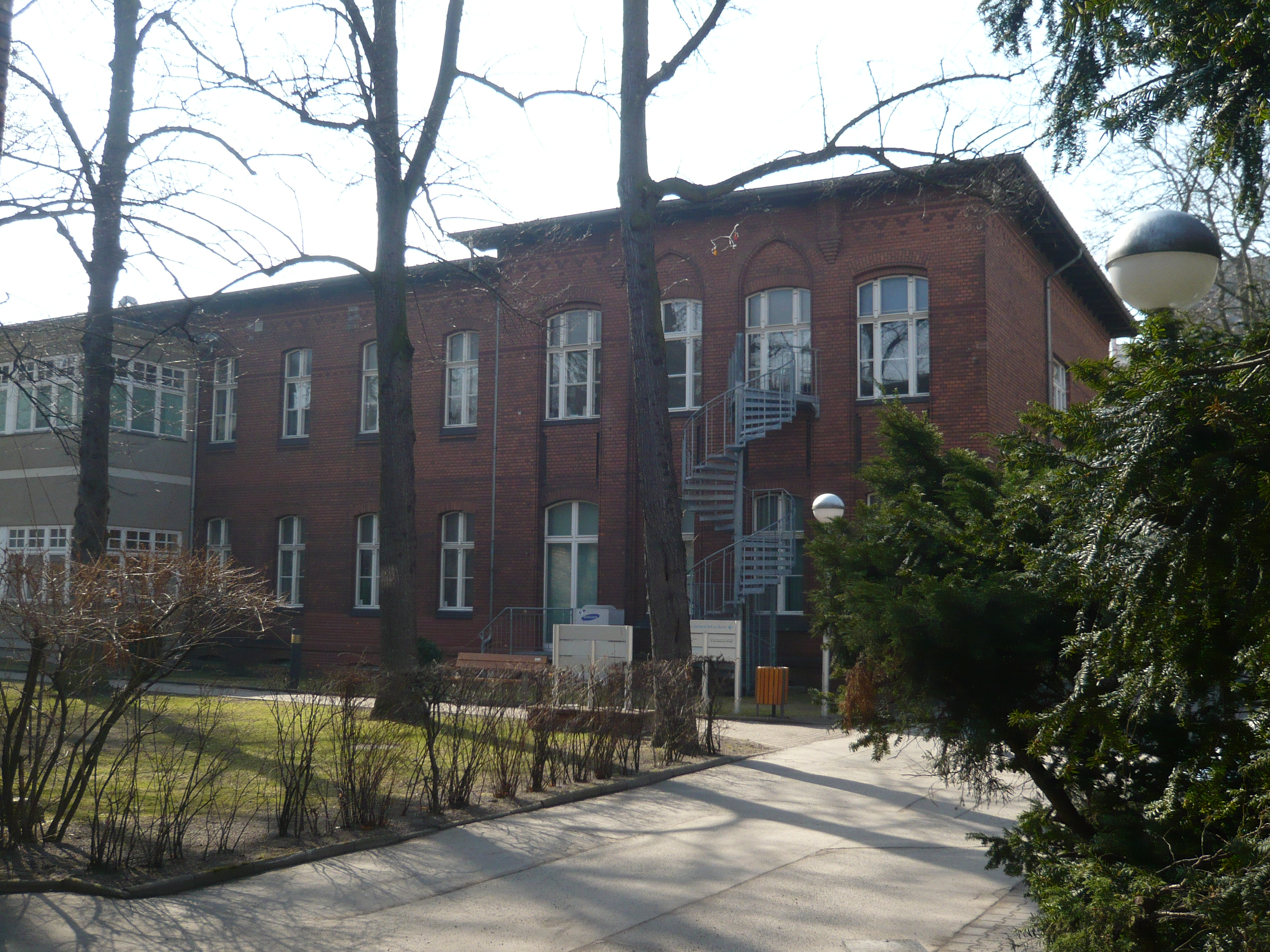
Krankenhausflügel auf dem Hof

## Nutzung der Gebäude seit den späten 1990er Jahren

### Modernisierung des Mutterhauses
Das Diakonissenmutterhaus wurde 2009 energetisch saniert, wozu Fördergelder aus dem Europäischen Fonds für regionale Entwicklung und aus dem Finanztopf des Senats von Berlin bereitgestellt wurden. Im Jahre 2013 wurden Teile des Mutterhauses mit Mitteln der Stiftung Deutsche Klassenlotterie und der Senatsverwaltung für Stadtentwicklung und Umwelt (Städtebaulicher Denkmalschutz) zu einem Stadtteilzentrum umgebaut.

### Krankenhausbau
In den 1990er Jahren ließ der Träger des Stifts dann doch den Krankenhausbau sanieren und modernisieren, mehrere ambulante Arztpraxen und eine Tagespflegeklinik, die das Ärzte- und Gesundheitszentrum Wedding im Paul Gerhardt Stift bilden, zogen anschließend ein. Einige Gebäudeteile sind auch an andere Einrichtungen vermietet, beispielsweise an die Psychiatrische Universitätsklinik der Charité im St. Hedwig-Krankenhaus (Versorgungsbereich Wedding) oder an ein Atelier für Paramentik, das von der Designerin Christine Utsch unterhalten wird.

### Umnutzungen und Neubauten
Ein neues Wohnhaus wurde 2001 als Paul Gerhardt Wohnstift erbaut, in welchem 48 abgeschlossene altersgerechte Wohnungen eingerichtet sind.
Die sozialpädagogische Arbeit für traumatisierte Flüchtlinge und Asylbewerber wird seit 2005 in der Nachfolgeeinrichtung Refugium auf dem Gelände fortgeführt.
Das Paul-Gerhardt-Heim für Flüchtlinge wurde zum Diakonisches Pflegewohnheim Schillerpark umgebaut mit einer Kapazität von 163 Plätzen und am 1. Dezember 2006 offiziell eingeweiht.

### Zukunftshaus Wedding
Seit 2011 verfolgt das PGS unter der Leitung von Ute Köpp-Wilhelmus die Öffnung des Hauses zum Ortsteil und für neue Zielgruppen unter der Überschrift Zukunftshaus Wedding. Mit der konzeptionellen Weiterentwicklung der Angebote im Paul-Gerhardt-Stift unter dem Dach des Zukunftshauses sollen die vorhandenen Aktivitäten und Projekte für Jung und Alt sowie für Menschen unterschiedlicher Herkunft, unterschiedlichen Alters und Sprache verbunden werden. Das Haus bietet Räume und Gelegenheitsstrukturen für Kontakte, zum Austausch von Erfahrungen sowie vielfältige Bildungs- und Unterstützungsmöglichkeiten.
Mit den bereits bestehenden Angeboten des betreuten Wohnens, des Beratungszentrums Refugium sowie des 2012 eröffneten Familienzentrums erhielt das Zukunftshaus Wedding erste Konturen. Weitere Ausdifferenzierungen – wie das oben erwähnte Stadtteilzentrum – und eine Kindertagesstätte (seit Sommer 2014) runden das Angebot ab. Das Zukunftshaus Wedding soll zu einem Knotenpunkt nachbarschaftlicher Kooperation im Sozialraum Schillerpark und im Ortsteil Wedding werden. Auch dem Thema Inklusion wendet sich das Zukunftshaus mit seinen Angeboten und Projekten zu, vor allem der Förderung von Selbstbestimmung und sozialer Teilhabe.

## Regelmäßige Veranstaltungen

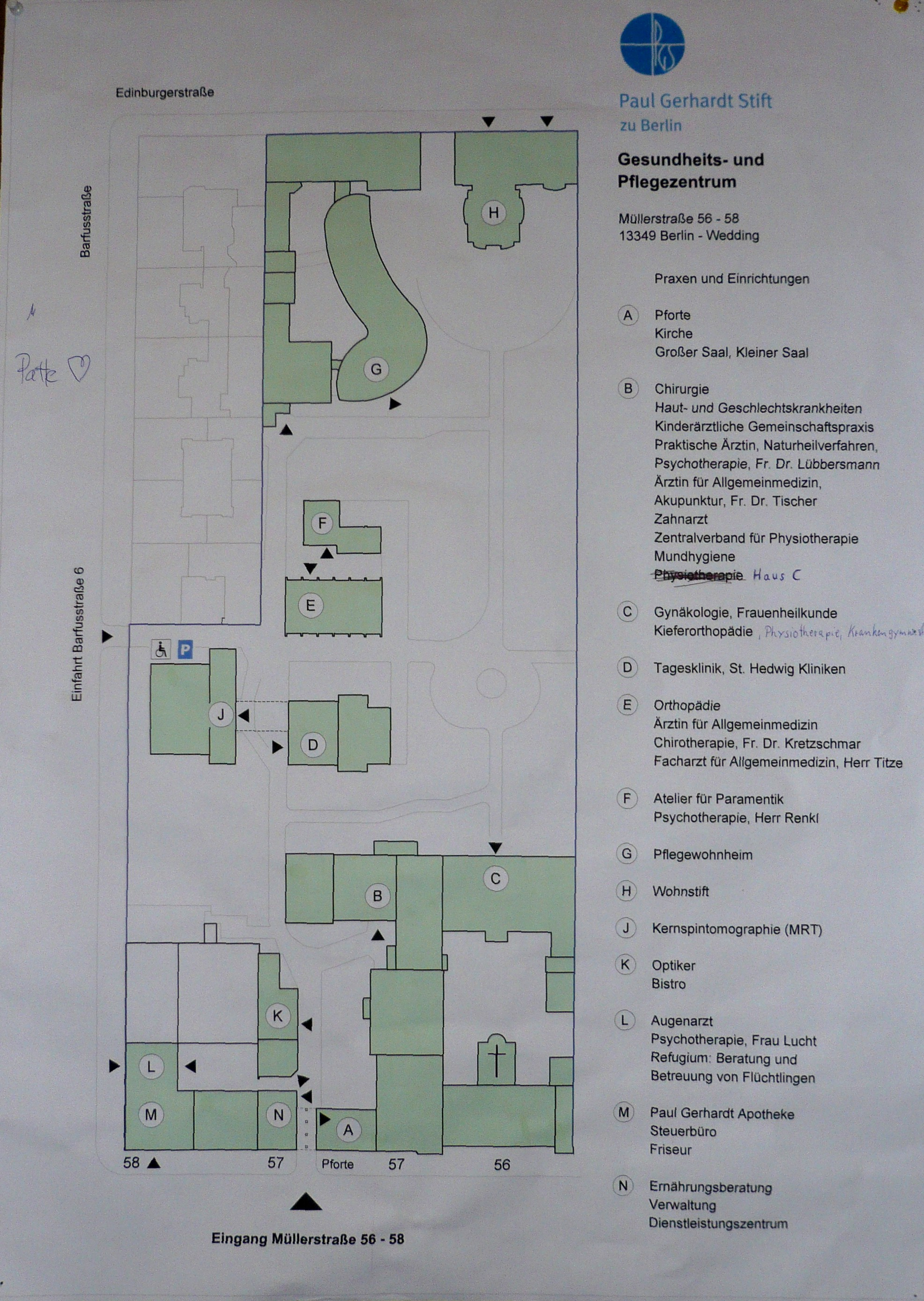
Lageplan des PGS (2009)

- Veranstaltungen im Rahmen des Stadtteil- und Familienzentrums
- Konzerte
- Lesungen
- Jahresfest (ununterbrochen seit 1876)
- Teilnahme am Tag des offenen Denkmals
- Weihnachtsmarkt, (Sonntag des 2. Advents)
- Ausstellungen